# Stețcani, Criuleni
Stețcani este un sat din cadrul comunei Miclești din raionul Criuleni, Republica Moldova